# Municipio de Oxford (condado de Coshocton)
El municipio de Oxford (en inglés: Oxford Township) es un municipio ubicado en el condado de Coshocton en el estado estadounidense de Ohio. En el año 2010 tenía una población de 1527 habitantes y una densidad poblacional de 22,86 personas por km².

## Geografía
El municipio de Oxford se encuentra ubicado en las coordenadas 40°15′19″N 81°39′18″O / 40.25528, -81.65500. Según la Oficina del Censo de los Estados Unidos, el municipio tiene una superficie total de 66.81 km², de la cual 65.38 km² corresponden a tierra firme y (2.14%) 1.43 km² es agua.

## Demografía
Según el censo de 2010, había 1527 personas residiendo en el municipio de Oxford. La densidad de población era de 22,86 hab./km². De los 1527 habitantes, el municipio de Oxford estaba compuesto por el 97.31% blancos, el 0.39% eran afroamericanos, el 0.52% eran amerindios, el 0.13% eran asiáticos, el 0.07% eran isleños del Pacífico, el 0.33% eran de otras razas y el 1.24% pertenecían a dos o más razas. Del total de la población el 0.39% eran hispanos o latinos de cualquier raza.